# こころ (2003年のテレビドラマ)
『こころ』は、2003年度前期放送のNHK「連続テレビ小説」第68作で、2003年3月31日から9月27日まで放送されたテレビドラマである。

## 概要
舞台は東京都台東区浅草と新潟県山古志村、六日町などである。ヒロインが実家のうなぎ屋の女将を目指す奮闘記を下町情緒豊かに描き、また花火職人の父が住む山古志村の産業や伝統行事などを織り込みながらストーリーが展開する。

### 企画・制作
ヒロインはオーディションで決定した（応募者1989人）。
第138回でこころの父・沢朗が花火を打ち上げたのは、信濃川左岸にある小千谷市片貝町の片貝まつりである（後に山古志村が合併した長岡市の長岡まつりではない）。これは、ドラマのクライマックスである9月に片貝まつりがあることが関係している。
また、JR東日本が放送期間中、山古志村に近い上越線越後湯沢駅 - 長岡駅間で、このドラマにちなんだ臨時快速列車「こころ」を運行した（JR165系電車を使用した最後の営業列車となった）。
初回視聴率は22.5%、最高番組視聴率は26.0%、期間平均視聴率は21.3%であった（ビデオリサーチ調べ、関東地区・世帯）。

## あらすじ
ヒロイン・末永こころは浅草で８代続くうなぎ屋「きよ川」の若女将・美佐子（後に9代目女将）と花火職人沢朗の一人娘。航空会社の国際線客室乗務員。父・沢朗は、隅田川花火大会での大失敗で浅草を追われるように去り、山古志村に移ってその後も師匠の支援で花火作りを続けている。こころは浅草で地域医療を目指す医師・朝倉優作と出会い結婚するが、夫は程なく父の診療所（六日町）を助けるために帰省中山岳遭難者救出に向かい、二次遭難に遭って落命。こころは優作の2人の遺児（先妻の子）を育てながら、やがて「きよ川」の次期女将を目指すため航空会社を辞める。その後父の弟子堀田匠に惹かれ再婚を望むようになるが、連れ子を間に挟んで家族が成り立つのかどうか葛藤する。

## キャスト

### 清野・末永・朝倉家
末永こころ → 朝倉こころ
演 - 中越典子
今作のヒロイン。日本太平洋航空（JPA）の客室乗務員を経て、実家のうなぎ屋「きよ川」の若女将となる。
合コンで朝倉優作と出会い、浅草で診療所を開きたいという彼の夢を応援しているうちに惹かれ、結婚。
優作の死後も連れ子達を育てる。
清野美佐子 → 末永美佐子
演 - 伊藤蘭
こころの母。倖と優太の義祖母。「きよ川」若女将（のちに9代目女将となる）。
こころと優作との結婚に強く反対し続けたが、最終的には折れる。
生き別れた夫の沢朗への未練を捨てきれておらず、のちに再婚する。
清野いづみ
演 - 岸惠子（語り兼任）
こころの祖母。美佐子の母。倖と優太の義曽祖母。「きよ川」8代目女将。明るく飄々と家族を見守っている。
菱沼ハナから在ブラジル日系人街にうなぎ屋を開いて欲しいと頼まれる。かつての恋人・木下が移住した国でもあり快諾、女将の座を美佐子に譲って離日した。
末永沢朗
演 - 寺尾聰
こころの父。美佐子の元夫。
優秀な花火師だったが、隅田川花火大会で暴発事故を起こして以後、酒に溺れ、逃げるように浅草を去った。
転居した新潟山古志村で引き続き花火師を続ける。
最終的に美佐子と再婚する。
朝倉優作
演 - 仲村トオル
新潟県六日町出身の医師。倖と優太の父。学生時代は山岳部に所属。風景写真撮影が趣味。
前妻のカンナと離婚し、男手一つで娘の倖と息子の優太を育てている。こころとは合コンで出会う。彼女に想いを寄せながらも躊躇していたが、隅田川花火大会の時にプロポーズして再婚。
浅草で診療所を始める資金調達に失敗し、一度は断念しかけたが、こころの後押しと浅草の人々の援助によって「朝倉診療所」の開業に漕ぎつけた。自身の誕生日、有礼がぎっくり腰を患ったため、仕事を代わるため六日町に急遽帰る。その最中に厳冬の八海山に登山を強行し遭難した花井一家の救助活動への応援を請われた。なおも未発見の花井の妻子を救うため周りの制止を振り切って単身猛吹雪の山中へ向かう。妻子は救助されたが、彼自身は雪崩に巻き込まれ死亡、遺体は半年後に発見された。
朝倉倖
演 - 黒川智花
優作とカンナの娘。有礼と晴子の孫。中学生。
偶然こころと知り合い、度々会ってお互いの悩みなどを話す。こころを「お姉さん」と呼んで慕うが、彼女が父の交際相手だと判明すると激しく憎む。
優作の再婚後も何かと継母であるこころに反発し、家事などで対抗心を燃やしていたが、自身の想いを話したことで受け入れた。
優作の死後は自分と弟の存在がこころの負担になることを嫌い父の実家に身を寄せるが、その後弟を連れて黙って山古志村の沢朗の元に移った。こころが迎えに来た際は戻ることを拒否するが、その翌朝優作の遺体発見の報に接したことを契機によく話し合い、こころの元へ戻ることに決めた。
朝倉優太
演 - 広田亮平
優作とカンナの息子。倖の弟。有礼と晴子の孫。周囲からの愛称は「う～たん」。初登場時は保育園児だった。食事に結構うるさい。
父の再婚相手のこころを最初から母として受け入れ懐く。小学校就学後も自分を「う～たん」と呼ぶ。
朝倉有礼
演 - 草薙幸二郎
優作の父。倖と優太の祖父。六日町で診療所を経営する医師。優作が地域医療を目指す原点となった人。
朝倉晴子
演 - 大森暁美
優作の母。倖と優太の祖母。夫の診療所を手伝っている。
朝倉カンナ → 藤井カンナ
演 - 財前直見
医師。優作の前妻であり倖と優太の実母。
研究医の道を目指し、臨床医でありたい夫と考えの違いから離婚を決意。子供達を引取ろうとするも優作から拒否され、独り、朝倉家を去った。
離婚後はドイツに渡り、ミュンヘンに住んで研究に取組んできた。優作の死を知ると、子供たちを取戻すべく一時帰国した。その際近く学会で発表する論文のデータを記録した大切なFDを持参し、搭乗機内で使用後に紛失。こころの配慮により子供たちと1日を過ごすことになった当日、宿泊先のホテルでディスクの紛失に初めて気付く。パニックに陥り、子供達との面会を取り止めて急ぎドイツへ戻ろうとするが、こころが必ず探し出すと約束したため、倖等と再会した。しかし幼い頃に別れた優太は母の記憶がなく彼女を「おばちゃん」と呼び、倖も再会は喜んだが一緒にドイツへ行こうとの誘いには応じなかった。親子がマンションを出て「きよ川」で暮らすことを条件に子供達をこころに託し離日した。

### 堀田家
堀田匠
演 - 玉木宏
伝蔵の二男。沢朗の「末永煙火」で花火職人の修行をしている。沢朗から「中島煙火店」での修行を命じられ、浅草にやって来る。ぶっきら棒で喧嘩っ早い性格で、銀や他の従業員達と険悪になるが、その改心して職場になじむ。
こころと惹かれ合い、最終的には一緒になる。
堀田伝蔵
演 - 秋野太作
正と匠の父。佐渡で漁師をしていたが、怪我のため引退している。匠を連れ戻すため浅草にやって来て騒動を起こす。
堀田正
演 - 大西武志
伝蔵の長男。地元の水産会社に勤務し、社長大城の娘真理子と結婚。
大城真理子 → 堀田真理子
演 - 板谷由夏
正の妻。匠の義姉にあたる。伝蔵の看病をしている。

### 「きよ川」の従業員
丹下紀夫
演 - 山谷初男
40年以上勤務する焼き方のベテラン職人。妻子は静岡に住んでいる。
高齢のために仕事を続ける気力を失い、辞めようとするが、こころの頑張りと息子・雅紀の説得に心を打たれ、退職を撤回した。
五井譲
演 - モロ師岡
板長。昔、喧嘩に明け暮れていた頃、いづみから指を褒められたことが縁でうなぎ職人を目指した経緯があり、「きよ川」には誰よりも恩義を感じている。
調理学校で同期だった多岐川日出雄が日暮里で営む「多岐川」の窮状を救うため「きよ川」を辞めるが、日出雄は怒って彼を追い返し、店を畳んでしまった。しばらくしてこころや常連客達の説得で「きよ川」に復帰した。
生野保雄
演 - 勝俣州和
高校卒業後「きよ川」に勤務した若手板前。真面目で律儀な性格で、「きよ川」の味への拘りが強い。 板長の五井が辞めた際急遽後任を務めるが、まだ未熟なのに無理をして、散々な結果を招く。後にリカ子と交際。
千野芳江
演 - 清水由貴子
仲居。噂好きでおしゃべり。他人の秘密を知ると、口止めされても周りに言いふらしてしまう。
カルロス田中
演 - 岡本義寅
在ブラジル日系人四世。「きよ川」ブラジル支店でいづみが育てた板前。彼女の命で来日し、「きよ川」本店の板場を手伝う。「串打ち三年、裂き八年、焼き一生」と言われる世界で、経験僅か1年で見事な腕前を披露し、板場のスタッフを驚愕させる。陽気な性格で、鼻歌を歌いながらサンバのリズムで軽快に鰻を捌く。

### 浅草の人々
山本万太郎
演 - なぎら健壱
船宿「山本屋」の主人。妻を早くに病気で亡くし、男手一つで娘・投網子と息子・万次郎を育ててきた。
山本投網子
演 - 小池栄子
万太郎の娘。万次郎の姉。こころの幼馴染であり親友。
終盤では銀と恋仲になる。
山本万次郎
演 - 加藤諒
万太郎の息子。投網子の弟。「山本屋」の跡取り息子。中学生。
大場鉄男
演 - モト冬樹
銭湯「大場湯」の主人。
大場香澄
演 - 羽田実加
鉄男の娘。大場湯の跡取り娘。こころの幼馴染で親友。夫の克男とは見合いで結婚した。
大場克男
演 - 東貴博
香澄の夫。浅草の信用金庫勤務する（配属係や地位は不明）。香澄とは見合いで結婚し、婿養子となった。
優作が浅草に診療所を開設しようとした際融資相談に乗る。まだ稟議申請中の段階で安易に融資実行を確約し、同案件が不承認となった際には上司（配属係や地位は不明）と喧嘩して無断早退したり（これは服務規律違反で懲戒解雇事由に該当する）、自分で優作に結果を伝えられず部外者のこころに頼む（守秘義務違反に該当し、これも懲戒解雇事由となる）など、かなり無能。
なお、金融機関において営業店融資係長に決裁権限はない。専決権限を有するのは最低でも店舗長（本店長または支店長）であり、金額や融資先の債務者区分によって本部稟議が必要になる。
大場澄子
演 - 曽川留三子
鉄男の妻で、香澄の母。
中島一国
演 - 竜雷太
「株式会社中島煙火店」社長。沢朗の兄弟子。
中島銀
演 - 阿部サダヲ
一国の息子。こころに片想いしている。新潟から出てきた匠の兄弟子となる。終盤で投網子と恋仲になる。
吉川定雄
演 - 犬塚弘
こころ達の町の町内会長で、老舗のテーラーを営んでいる。
いづみとは古くからの付き合いで、ブラジルに行こうと考えている彼女にプロポーズし、めでたく成就した。
落合薫
演 - パパイヤ鈴木
医師で優作の友人。独身。地域医療には無関心だったが、診療所開設を目指す優作に協力する。優作が相談したい時に限って連絡不能になる。こころの職場の先輩･橘涼子に惚れている。アフロヘアー。
優作の死後は診療所をたたもうとしたが、支援してくれた町の人々によるお別れパーティーの後気が変わり、その後も診療所を続けることになった。
藤岡勲
演 - 梅野泰靖
扇子屋の主人。優作の診療所が置かれている建物のオーナー。
藤岡勉
演 - 信太昌之
勲の息子。当初は勲と険悪な関係にあったが、のちに和解した。
一時は優作の診療所を追い出そうとしたが、勲との和解後はそれを取り消した。
杉井真弓
演 - 松本じゅん
優作の診療所で働く看護婦。優作の死後は落合と一緒に働いている。
川越敦子
演 - 小林さやか
倖の中学の担任教師。
ケン
演 - 川本成
コウ
演 - 堀口文宏
吉川の部下。

### 新潟の人々
上杉栄造
演 - 江原真二郎
小地谷市片貝で花火工場「上杉煙火工業」を営む。沢朗の大恩人。
上杉佐緒里
演 - かとうかずこ
栄造の娘。沢朗に花火工場を継いで欲しいと思っている。
沢朗のことを片想いしていた時期があったが、美佐子の存在を知り諦めた。
村上辰三
演 - 黒部進
山古志村で錦鯉の養殖業者「村上養鯉場」を営む。
村上由姫子
演 - 桜井幸子
辰三の娘。匠の幼馴染であり、元恋人。
匠が浅草に行っている間に辰三に縁談を薦められ、星川との縁談を受け入れる。その際、匠と別れることと錦鯉の生産業者の夢を諦めることも受け入れるが、匠の角突き祭りの必死の姿を見て、夢を諦めないと父に言って星川との縁談を断る。
星川護
演 - 皆川猿時
鯉師で由姫子の婚約者。
牛じい
演 - 間寛平
山古志村の牛飼い。匠の知己。
青島
演 - 安田暁、栗田
演 - 田中智也
優作の同郷の友人。

### その他
橘涼子
演 - 髙田万由子
こころの先輩乗務員。シングルマザー。
こころに落合を紹介される。
玉越リカ子
演 - 一戸奈未
こころの同僚。後に保雄と交際。
こころに頼まれて倖に英語を教えるため家庭教師を務める。その時に倖が抱える悩み事を聞いたりしている。
橘和博
演 - 塩野魁土
涼子の息子。
玉越一成
演 - 磯部勉
リカ子の父。30人程度の従業員を抱える会社の社長。娘と保雄との交際に反対していたが、最終的には折れた。
千野小江美
演 - 小柳ルミ子
芳江の姉。
桜井
演 - 朝倉伸二
「城南大学病院」医師。
佐藤
演 - 菊地康二
和装手拭屋。
鷲崎画伯
演 - 青木富夫
「きよ川」の得意客。
多岐川日出雄
演 - 山田太郎
日暮里のうなぎ屋「多岐川」の主人。五井の調理学校時代の同期。糖尿病の合併症で視力が低下し、包丁が握れなくなる。
多岐川麻子
演 - 棟里佳
日出雄の妹。「きよ川」から五井を引き抜こうとし、同人が断ると店の繁忙時間に突然「きよ川」へやって来ていづみに談判する。
丹下雅紀
演 - 六角精児
紀夫の息子。母親とともに静岡で暮らしている。「きよ川」を退職しようとする紀夫を説得する。
日下部俊
演 - 甲本雅裕
日の出食品の社員。投網子の不倫相手。
妻子と別れて一緒になろうとするほど投網子のことを大事に想っている。しかし、投網子の父への思いを見て身を引くことを決意する。
山崎廣美
演 - 大島蓉子
経営評論家。
菱沼ハナ
演 - 草村礼子
日系ブラジル人。ブラジルに渡る前に「きよ川」を訪れたことがある。
こころと飛行機内で出会った縁で「きよ川」に訪れ、そこで出会ったいづみの人となりに触れ、ブラジルの日本人街でうなぎ屋をやって欲しいと誘う。
島田寅雄
演 - 中原丈雄
小江美の元夫。借金問題で妻と離婚状態にあったが、それを努力して解決した上で復縁を持ち掛ける。
島田芳雄
演 - 鈴木祐真
寅雄の息子。両親の復縁を願っている。
今昔亭小銀
演 - 橘家圓蔵
恵比寿家大福
演 - 林家木久蔵
江戸落語の師匠たち。「きよ川」の元常連。先代の頃から互いに犬猿の仲である。
こころのミスによって両者は同じ日に「きよ川」で弟子を伴って襖を隔てた隣室で遊宴を催すことになり、その最中にばったり遭遇する。壮絶な口論・大騒動に発展して収拾がつかなくなるが、いづみの取り成しによって和解し、互いに酒を酌み交わす。
芸人
演 - テツandトモ（本人役）
勘定の持ち合わせがなく、「きよ川」の代金を出世払いにしてもらう。後日、初めてのまとまったギャラを得て「きよ川」に返済。
酔っ払い
演 - ジョーダンズ
「きよ川」でトラブルを起こした2人組の酔客。
その他
宮本大誠、石井洋輔、柊紅子、石見榮英、山崎満、市原清彦、井上裕季子、新井量大、森井睦、渡辺康子、水森コウ太、恩田恵美子、森田ガンツ、諸岡ひとみ、小宮理英、村上大樹、兎本有紀、山崎拓生、本多晋、代田勝久、五明樓玉の輔、辻修、今井和子、高杉航大、川俣しのぶ、新井理恵、諏訪太朗、高仁和絵、丸茂逸朗、中村まこと、池田鉄洋、中條佐栄子、宋英徳、赤間浩一、渋谷宏美、ト字たかお（新潟ことば指導を兼任）、小林へろ、鶴田莉奈、日野原きみ

## オープニング
タイトルバックには川内倫子の撮影したスチル写真群を採用し、浅草の風景を切り取った写真によるオープニングである。

## エンディング
エンディングは主に全国の花火大会の映像、浅草および新潟県の老舗店や職人の女性後継者の紹介で、時々登場人物の紹介などがあった。最終回は主人公が笑顔を見せる場面で終了した。

## スタッフ
- 作 - 青柳祐美子[2]
- 音楽 - 吉俣良[2]
- 挿入歌 - 熊木杏里「こころ」「ヒトツ / フタツ」（作詞・作曲・編曲 - 吉俣良）
- 語り - 岸恵子（清野いづみ役を兼任）
- 副音声解説 - 江原正士
- 風俗考証 - 荒井修
- 医事監修 - 今井稔也
- うなぎ料理指導 - 山崎日出喜
- 花火制作指導 - 本田正憲
- 新潟ことば指導 - ト字たかお（本編にも出演）
- 江戸ことば指導 - 坂井寿美江
- 闘牛指導 - 松井治二
- タイトル写真 - 川内倫子
- 撮影協力 - 台東区浅草、新潟県六日町、新潟県山古志村、新潟県小千谷市
- 制作統括 - 大加章雅
- 制作 - 高橋練
- 美術 - 鈴木利明、小林文幸
- 技術 - 佐藤博、雨海祥夫
- 音響効果 - 日下英介、加藤直正
- 記録 - 塩井ヨシ子
- 編集 - 佐藤秀城
- 撮影 - 菱木幸司、黒川毅、石橋正和
- 照明 - 関康明、井内実
- 音声 - 嶋岡智子、山賀勉
- 映像技術 - 吉田孝光、加藤高成、瀬川秀洋
- 美術進行 - 桜井茂雄
- 演出 - 小松隆 / 礒智明、真鍋斎、亀村朋子、落合将、山下白、石塚嘉、末永創、梶原登城

## 放送日程
| 週 | 回      | 放送日            | サブタイトル             | 演出          |
| -- | ------- | ----------------- | ------------------------ | ------------- |
| 1  | 01-06   | 3月31日 - 4月05日 | 祭りに咲いた恋心         | 小松隆        |
| 2  | 07-012  | 4月07日 - 4月12日 | 夢追う男は危険な男?      | 小松隆        |
| 3  | 013-018 | 4月14日 - 4月19日 | 愛の誓いは花火のように   | 磯智明        |
| 4  | 019-024 | 4月21日 - 4月26日 | 妻になるとき母になり?    | 磯智明        |
| 5  | 025-030 | 4月28日 - 5月03日 | てんやわんやの華燭の典   | 小松隆        |
| 6  | 031-036 | 5月05日 - 5月10日 | 雨降って固まる家族の絆   | 真鍋斎        |
| 7  | 037-042 | 5月12日 - 5月17日 | それでもやっぱり医は仁術 | 磯智明        |
| 8  | 043-048 | 5月19日 - 5月24日 | 突然の別れと永遠の愛     | 小松隆        |
| 9  | 049-054 | 5月26日 - 5月31日 | 父の背中の温もりは       | 真鍋斎        |
| 10 | 055-060 | 6月02日 - 6月07日 | 生みの母と育ての母と     | 落合将        |
| 11 | 061-066 | 6月09日 - 6月14日 | 女将とは店の母なり       | 小松隆        |
| 12 | 067-072 | 6月16日 - 6月21日 | 生意気喧嘩は江戸の華?    | 真鍋斎        |
| 13 | 073-078 | 6月23日 - 6月28日 | 女三代 旅立ちの朝        | 石塚嘉        |
| 14 | 079-084 | 6月30日 - 7月05日 | うなぎ屋わがふるさと     | 小松隆        |
| 15 | 085-090 | 7月07日 - 7月12日 | 謎の女とリストラと       | 山下白        |
| 16 | 091-096 | 7月14日 - 7月19日 | 頑固は店の守りなり?      | 亀村朋子      |
| 17 | 097-102 | 7月21日 - 7月26日 | 山里の夏うたかたの恋     | 石塚嘉        |
| 18 | 103-108 | 7月28日 - 8月02日 | 愛は奪うというけれど     | 真鍋斎        |
| 19 | 109-114 | 8月04日 - 8月09日 | 老舗の味は苦かった?      | 亀村朋子      |
| 20 | 115-120 | 8月11日 - 8月16日 | 子故に迷う親心           | 小松隆 末永創 |
| 21 | 121-126 | 8月18日 - 8月23日 | ふたりの母親ひとつの家族 | 梶原登城      |
| 22 | 127-132 | 8月25日 - 8月30日 | ひょんな恋でも恋は恋     | 真鍋斎        |
| 23 | 133-138 | 9月01日 - 9月06日 | 幸せ招いた大花火         | 磯智明        |
| 24 | 139-144 | 9月08日 - 9月13日 | めざすは女将十代目       | 落合将        |
| 25 | 145-150 | 9月15日 - 9月20日 | さよならが恋の始まり?    | 小松隆        |
| 26 | 151-156 | 9月22日 - 9月27日 | 浅草わが町心意気         | 小松隆        |

## 総集編
- 第1回「祭りに咲いた恋心」
- 第2回「突然の別れと永遠の愛」
- 第3回「浅草わが町心意気」

## 再放送
- 2007年6月28日からホームドラマチャンネルで放送された。
- 2017年3月27日から9月23日までNHK BSプレミアムで月曜 - 土曜 7時15分 - 7時30分にアンコール放送された。
  - 9月15日放送予定分（第25週・第149回）は北朝鮮のミサイル発射による緊急ニュースのため休止となり、翌9月16日に放送された。また同日放送分（第25週・第150回）は放送中の『ひよっこ』（第24週・第144回）の本放送（7時30分 - 7時45分）を挟んで、7時45分 - 8時に放送された。